# Giuseppe Caletti
Giuseppe Caletti dit Il Cremonese (Crémone, v. 1600 - Ferrare, v. 1660) est un graveur et peintre italien baroque actif à Ferrare et Crémone.

## Biographie

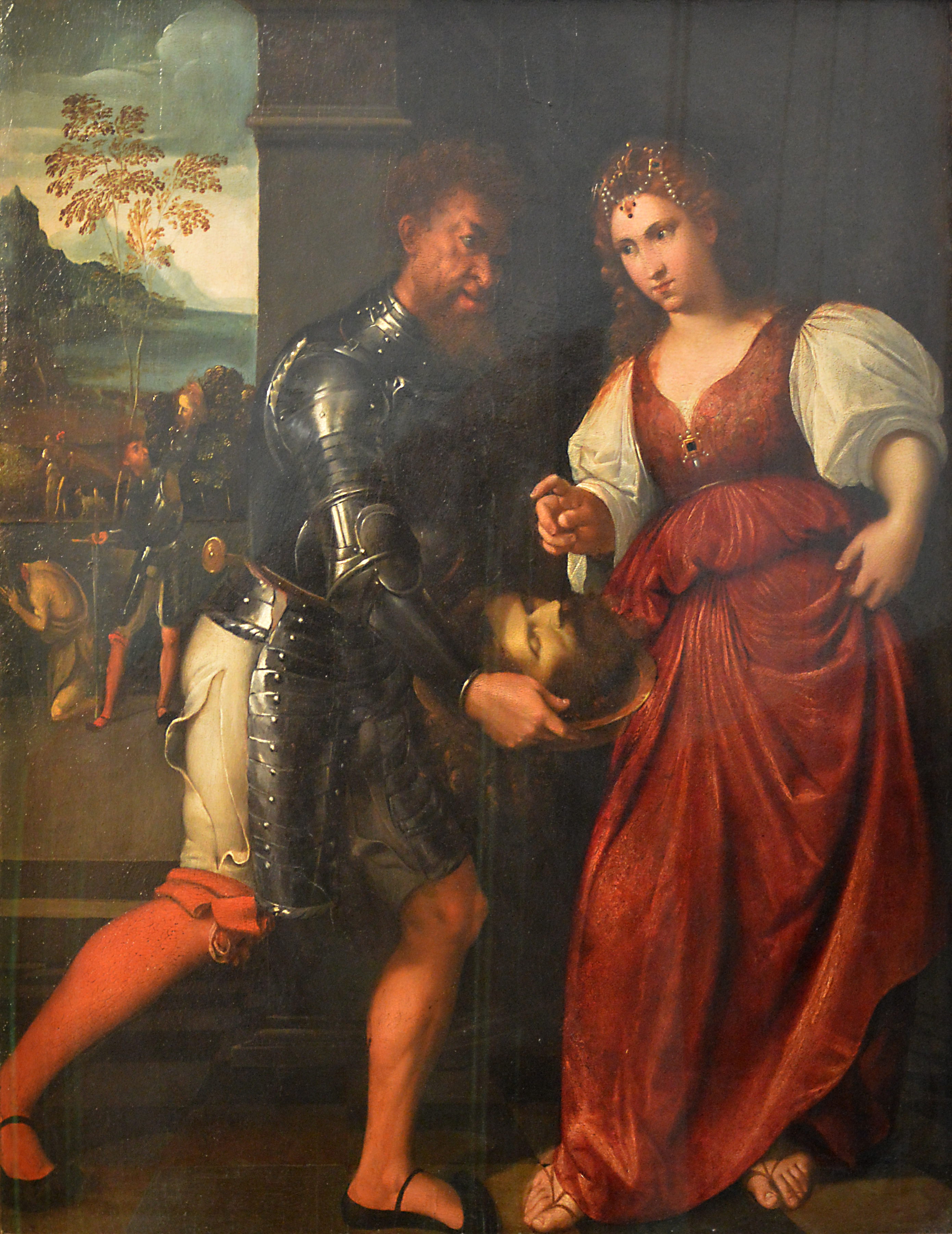
Salomé recevant la tête de saint Jean-Baptiste, musée du Louvre département des Peintures, Paris.

Giuseppe Caletti est né à Crémone dans les années 1600 d'où son surnom de « Il Cremonese ».
Laderchi le décrit sans maître et menant une vie agitée, inquiet et instable, toujours dans « le pétrin ».
Il a souvent peint des compositions à thèmes religieux ainsi que le thème de la bacchanales s'inspirant du Titien.
Les figures de ses peintures sont généralement plus petites que dans la réalité, et souvent situées dans des endroits fantastiques comme les sangliers dans la mer et les dauphins dans les forêts.
Ses modèles sont inspirés du style du Guerchin, Titien et Dosso Dossi. Apparemment, il s'est lié d'amitié avec Antonio Randa, un peintre bolonais, mais impliqué dans des bagarres et il dut s'enfuir à Bologne.
Certaines de ses œuvres se trouvent dans les églises de Ferrare, notamment l'église Saint-Jean-Baptiste, où il a collaboré avec Francesco Naselli.
Il a gravé vingt-quatre plaques caractérisées par une réalisation particulière consistant à l'emploi de traits gras parallèles sans hachures.
Caletti meurt à Ferrare vers 1660.

## Œuvres
- Quatre Docteurs de l'Église, Miracle de Saint-Marc, église San Benedetto, Ferrare,
- David tenant la tête de Goliath,
- Samson et Dalila,
- La Décollation de saint Jean,
- Saint Roch agenouillé
- Portraits des ducs de Ferrare,*
- Le Martyre de saint Sébastien, huile sur toile, Musée Saint-Loup, Troyes,
- Saint Marc, pinacothèque, Ferrare
- Giaele e Sisara (v.1630), huile sur toile, pinacothèque nationale de Ferrare
- Danse de Salomé, huile sur toile, 10 × 12 cm, Museo Civico d'Arte Antica, Palazzo Schifanoia, Ferrare,
- Salomé recevant la tête de saint Jean-Baptiste, musée du Louvre département des Peintures, Paris.
- David, huile sur toile, 131 x 81 cm, musée des Beaux-Arts d’Orléans (disparu durant la Seconde Guerre mondiale)[1].